# Laura Campmany
Laura Campmany (n. Madrid; 1962), poetisa española.

## Biografía
Licenciada en Filología Hispánica por la Universidad Autónoma de Madrid. Trabaja como traductora de la Unión Europea en Bruselas. Es hija del periodista Jaime Campmany.
En 1993 obtiene el Premio de Poesía de la Feria del Libro de Madrid con su libro Del amor o del agua. Anteriormente había quedado finalista en el concurso Un millón para un soneto y del Certamen radiofónico Luis Rosales. En 1998 obtiene el Premio Hiperión por su libro Travesía del olvido. El jurado destacó "su coherencia y unidad, su lograda simbiosis entre vida y literatura, la autenticidad y gallardía de su voz poética y el notable dominio formal de su expresión, que combina con acierto estrofas y ritmos clásicos y contemporáneos.” 
Sus poemas han sido incluidos en la antología Ni Ariadnas ni Penélopes. Quince escritoras españolas para el siglo veintiuno de Teresa Gil Feito.
Ha colaborado en prensa con artículos de opinión y crítica literaria, especialmente en el Diario ABC, donde también escribió su padre.

## Obras
- Del amor o del agua, Madrid, Editorial Bitácora, 1993
- Travesía del olvido, Madrid, Hiperión, 1998 (Ganadora del XIII Premio Hiperión 1998)
- El ángel fumador, Sevilla, La isla de Siltolá, 2013